# فرانکلین، نیوجرسی
فرانکلین (به انگلیسی: Franklin) شهری در ایالت نیوجرسی کشور ایالات متحده آمریکا است که جمعیت آن در سرشماری سال ۲۰۱۰ میلادی، ۶۲٬۳۰۰ نفر بوده‌است.